# Liste der 999 Frauen des Heritage Floor/Urgottheit
Diese Liste beschreibt das Gedeck für die Urgöttin auf dem Tisch der Kunstinstallation The Dinner Party von Judy Chicago. Sie ist Teil der Liste der 999 Frauen des Heritage Floor, die den jeweiligen Gedecken auf dem Tisch zugeordnet sind. Die Namen der 999 Frauen befinden sich auf den Kacheln des Heritage Floor, der unterhalb des Tisches angeordnet, zur Kunstinstallation gehört.

## Beschreibung
Die Installation besteht aus einem dreiseitigen Tisch, an dem jeweils 13 historische oder mythologische Persönlichkeiten, somit insgesamt 39 Personen, von der Urgeschichte bis zur Frauenrechtsbewegung Platz finden. Diesen Personen wurde am Tisch jeweils ein Gedeck bestehend aus einem individuell gestalteten Tischläufer, einem individuell gestalteten Teller sowie einem Kelch, Messer, Gabel, Löffel und einer Serviette zugeordnet. Die erste Seite des Tisches widmet sich der Urgeschichte bis zur Römischen Kaiserzeit, die zweite der Christianisierung bis zur Reformation und die dritte von der Amerikanischen Revolution bis zur Frauenbewegung. Jedem Gedeck auf dem Tisch sind weitere Persönlichkeiten zugeordnet, die auf den Fliesen des Heritage Floor, der den Raum unter dem Tisch und die Mitte des Raumes zwischen den Seiten des Tisches einnimmt, einen Eintrag erhalten haben. Diese Liste erfasst die Persönlichkeiten, die dem Gedeck der Urgöttin zugeordnet sind. Ihr Platz befindet sich an der ersten Tischseite.

### Hinweise
Zusätzlich zu den Namen, wie sie in der deutschen Transkription oder im wissenschaftlichen Sprachgebrauch benutzt werden, wird in der Liste die Schreibweise aufgeführt, die von Judy Chicago auf den Kacheln gewählt wurde.
Die Angaben zu den Frauen, die noch keinen Artikel in der deutschsprachigen Wikipedia haben, sind durch die unter Bemerkungen angeführten Einzelnachweise referenziert. Sollten einzelne Angaben in der Tabelle nicht über die Hauptartikel referenziert sein, so sind an der entsprechenden Stelle zusätzliche Einzelnachweise angegeben. Bei Abweichungen zwischen belegten Angaben in Wikipedia-Artikeln und den Beschreibungen des Kunstwerks auf der Seite des Brooklyn Museums wird darauf zusätzlich unter Bemerkungen hingewiesen.

### Gedeck für die Urgöttin

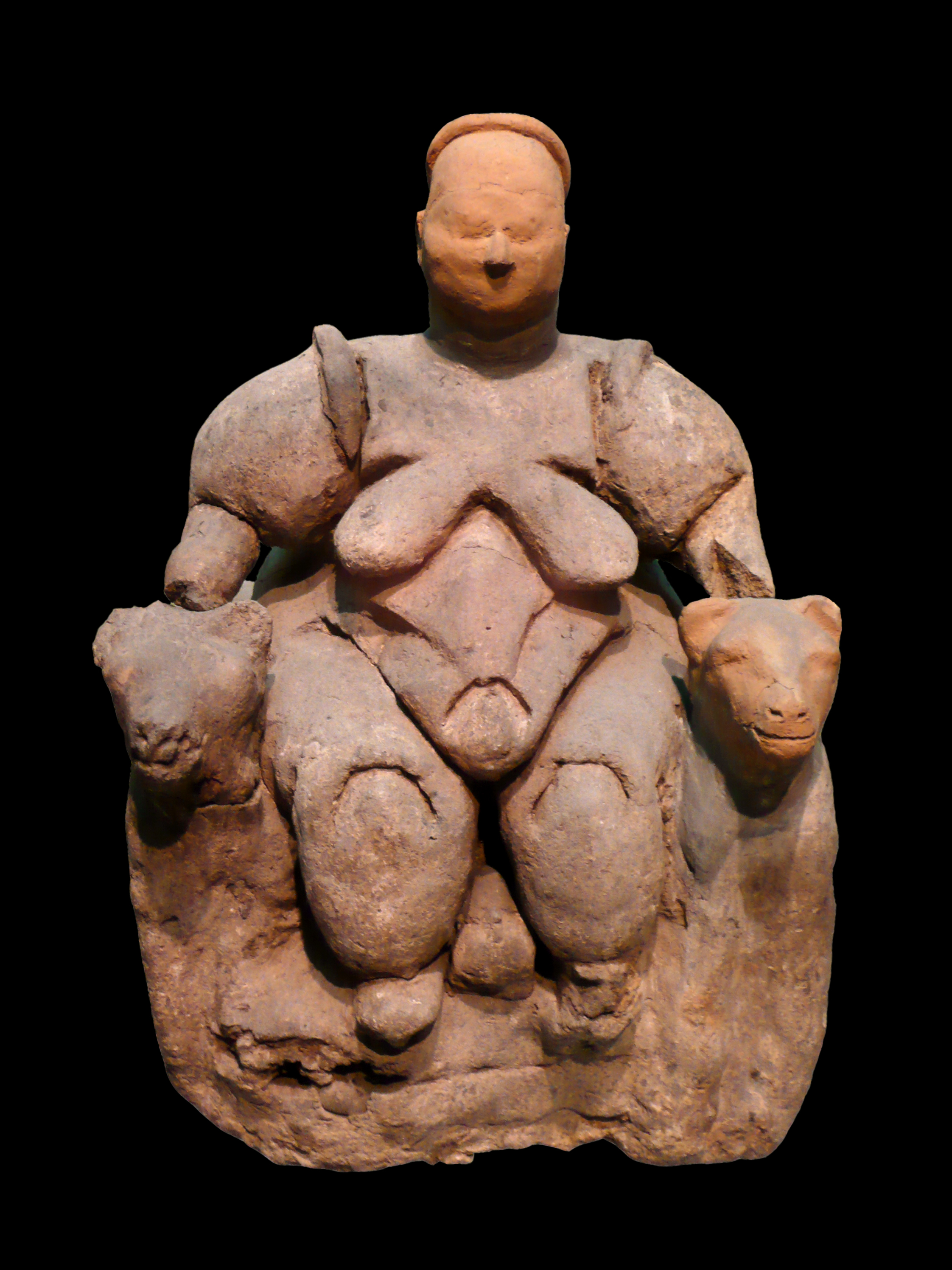
„Göttin“ auf dem Leopardenthron, Darstellung aus Çatalhöyük (Türkei, 8. Jahrtausend v. Chr.)

Aus mündlichen Überlieferungen und archäologischen Berichten stammen Informationen über die Urgottheiten der Menschen. Zu diesen gehören Geschichten über die „Alte Frau“ der Aborigines in Australien. Sie repräsentiert die ursprüngliche Vorstellung von einer Muttergöttin, die mit einer heiligen weiblichen Kraft für die Erschaffung der Erde und all ihrer Flora und Fauna verantwortlich sei. Die Erdgöttin war die universelle Seele der Fruchtbarkeit, sie nahm pflanzliche, tierische und menschliche Materie in den Tod, um daraus neues Leben zu schaffen.
Die Göttin als göttliche Schöpferin spiegelte sich nach diesen Vorstellungen im Körper jeder Frau wider. Die Zyklen der Natur fänden sich in den Zyklen des weiblichen Körpers und in überlieferten Kunstwerken. In Höhlenzeichnungen oder Figurinen wurden stilisierte Bilder des weiblichen Körpers dargestellt, die meistens nur einen Körperteil betonen, wie die Brüste, Genitalien oder das Gesäß.
Mit Beginn der Sesshaftigkeit und dem Ende des Nomadenlebens in der späten Altsteinzeit ging eine Verschiebung weltanschaulicher Vorstellungen einher. Neben den Urgöttinnen entstanden weitere Gottheiten.
Das Gedeck der Urgöttin auf der Tafel erinnert an die frühe Göttertradition, als Frauen die Schöpferinnen allen Lebens auf der Erde waren. Der Teller der Urgöttin symbolisiert die Verbindung zwischen dem weiblichen Körper und Mutter Erde. Er erinnert an Fleisch und auch an Fels und soll nach Judy Chicago an die „Urvagina“, die ursprüngliche Quelle allen Lebens, erinnern.
Der Tischläufer erinnert an die Bedeutung der Frauenarbeit in der Altsteinzeit. Die Spirale, die um den Initialen-Buchstaben „P“ des Namens „Primordial Goddess“ gewunden ist, soll frühe Körbe und Töpfe darstellen, die unter Verwendung von Spiralformen hergestellt wurden. Als Symbol soll sie für die Göttin und die heilige Weiblichkeit stehen. Auf dem Läufer befinden sich Kalbshäute, die frühe Kleidungsstücke repräsentieren und mit Kaurischnecken geschmückt sind, welche ein altes Symbol der weiblichen Fruchtbarkeit darstellen. Pelz, ein weiches, ansprechend taktiles Material, ist auch mit der Herstellung von Kleidung und mit Frauen und Frauenarbeit verbunden.
| Name        | Schreibweise auf der Kachel | Geburtsdatum | kulturräumliche Zuordnung             | Bemerkungen | Bild |
| ----------- | --------------------------- | ------------ | ------------------------------------- | --- | ---- |
| Ajyhyt      | Ajysyt                      | N/A          | Sibirischer Schamanismus              | Fruchtbarkeitsgottheit der turkischen Jakuten aus der Lena-Region in Sibirien. Der Name bedeutet „Geburtshelfer“ und kann auch als „Mutter der Wiegen“ bezeichnet werden. Sie war dafür verantwortlich, die Seele eines neugeborenen Kindes zur Welt zu bringen. Der Legende nach lebte sie auf einem Berg, von dem aus sie das Schicksal der Menschheit kontrollierte. Sie soll ein goldenes Buch geführt haben, in dem sie jede Geburt aufzeichnete. |      |
| Atira       | Atira                       | N/A          | Nordamerikanische Gottheit der Pawnee | Göttin der Erde in der Pawnee-Mythologie. Atira, ihr Name bedeutet „Himmelsgewölbe“, ist die Mutter Erde und Mitglied des Götterrates in der Mythologie der Pawnee. Ihr Mann ist Tirawa, der Schöpfergott. Für die Pawnee ist Atiras irdische Manifestation der Mais. |      |
| Eurynome    | Eurynome                    | N/A          | Griechische Mythologie                | Schöpferin aller Dinge, Urgöttin der Pelasger. Als Bestandteil des pelasgischen Ursprungsmythos herrschte sie schon in vorgriechischer Zeit auf dem Olymp. Sie entsprang nackt dem Ur-Chaos und trennte zuallererst den Himmel von den Wassern und schied das Licht von der Dunkelheit. |      |
| Gaia        | Gaea                        | N/A          | Griechische Mythologie                | Die personifizierte Erde und eine der ersten Gottheiten. Ihr Name ist indogermanischen Ursprungs und bedeutet möglicherweise die Gebärerin. |      |
| Gefion      | Gebjon                      | N/A          | Nordische Mythologie                  | Asenjungfrau, Beschützerin der Jungfrauen, der alle gehören, die unvermählt sterben, sowie Göttin der Familie und des Glücks. Sie gilt als rein wie der Morgentau. |      |
| Ilmatar     | Ilmatar                     | N/A          | Finnische Mythologie                  | Jungfräulicher weiblicher Geist der Lüfte, der die Welt aus sieben kosmischen Eiern erschuf und damit die Urmutter der finnischen Mythologie. |      |
| Nammu       | Nammu                       | N/A          | Sumerische Mythologie                 | Göttin der Schöpfung. Falls der babylonische Schöpfungsmythos Enûma elîsch, wie vermutet wird, auf einem sumerischen Mythos basiert, ist Nammu die sumerische Gottheit des Urmeers, die die Götter An (Himmel) und Ki (Erde) und die ersten Götter gebar. |      |
| Neith       | Neith                       | N/A          | Ägyptische Mythologie                 | Sie ist eine der ältesten bezeugten Göttinnen und wurde im Laufe der ägyptischen Geschichte als Kriegsgöttin, Schöpfergöttin, Muttergöttin, Göttin von Unterägypten und Totengöttin verehrt. |      |
| Ninḫursanga | Aruru                       | N/A          | Akkadische Mythologie                 | Gebirgs- und Muttergöttin. Sie ist eine der führenden weiblichen Götter und wird auch mit dem Epitheton „Mutter der Götter“ benannt. In ihrer Funktion als Göttin der Gebärenden wird sie auch als „Mutter aller Kinder“ bezeichnet. In der Dinnertafel wird Aruru als Schöpfungsgöttin beschrieben, welche in der akkadischen Kultur, die sich um die antike mesopotamische Stadt Akkad bildete, ihren Ursprung hat. Sie hat Parallelen in der sumerischen und der babylonischen Kultur. Im Gilgamesch-Epos wird sie als die Schöpferin von Enkidu benannt, dem mythischen Wilden, der von Tieren großgezogen wurde. Aruru formte ihn aus einem Lehmklumpen nach dem Bilde von Anu, dem Herrn des Himmels und König der Götter. |      |
| Ninḫursanga | Ninhursaga                  | N/A          | Sumerische Mythologie                 | Gebirgs- und Muttergöttin. Sie ist eine der führenden weiblichen Götter und wird auch mit dem Epitheton „Mutter der Götter“ benannt. In ihrer Funktion als Göttin der Gebärenden wird sie auch als „Mutter aller Kinder“ bezeichnet. In der Dinnertafel wird Ninhursaga als das sumerische Gegenstück von Aruru beschrieben. Sie wird als Göttin Ki angesehen. Sie war die Frau von Enki, dem Gott der Kultur, und schuf mit ihm das Pflanzenleben, welches durch ihre Tochter Ninsar, der Göttin der Weide, verkörpert wurde. Auch war sie mit Enlil, dem Halbbruder von Enki, verheiratet und hatte viele Kinder. |      |
| Nut         | Nut                         | N/A          | Ägyptische Mythologie                 | Göttin des Himmels. Sie symbolisiert das Firmament und wurde als die Mutter der Gestirne angesehen. |      |
| Ometeotl    | Omeciuatl                   | N/A          | Aztekische Götterwelt                 | Dualer Gott, dem eine höhere Macht als der Mehrzahl der übrigen Götter zugeschrieben wurde. Ometeotl bestand aus einer männlichen Komponente, Ometecutli („Zwei-Herr“), und seinem weiblichen Pendant, Omecihuatl („Zwei-Frau“). |      |
| Siva        | Siva                        | N/A          | Westslawische Mythologie              | Hauptgöttin des westslawischen Stammes der Polaben. |      |
| Tefnut      | Tefnut                      | N/A          | Ägyptische Mythologie                 | Schöpfergottheit der heliopolitanischen Kosmogonie. Sie symbolisierte das Feuer. In der Kunstinstallation wird Tefnut als ägyptische Göttin des Wassers und der Fruchtbarkeit beschrieben. Der Sonnengott Ra nieste und Schu wurde geboren, dann räusperte er sich und Tefnut wurde geboren. Mit ihrem Bruder Schu schuf sie Geb und Nut. Tefnut wird oft als Katze dargestellt, ein Symbol des Krieges, in Bezug auf einen Mythos, in dem sie mit Schu kämpfte und aus Ägypten floh. |      |
| Tiamat      | Tiamat                      | N/A          | Babylonische Mythologie               | Göttin. Sie verkörpert das Salzwasser und bildet den Gegenpart zu ihrem Gemahl Abzu, dem Süßwasser. |      |

Einzelnachweise
1. ↑  Brooklyn Museum: Primordial Goddess. In: brooklynmuseum.org. Abgerufen am 29. September 2019.
2. ↑  Julie Loar: Goddesses for Every Day: Exploring the Wisdom and Power of the Divine Feminine around the World. New World Library, 2010, ISBN 978-1-57731-951-1, S. 207 (books.google.de).
3. ↑  Brooklyn Museum: Ajysyt. In: brooklynmuseum.org. Abgerufen am 22. September 2019.
4. ↑  Patricia Monaghan: Encyclopedia of Goddesses and Heroines [2 volumes]. ABC-CLIO, 2009, ISBN 978-0-313-34990-4, S. 534 (books.google.de).
5. ↑  Brooklyn Museum: Atira. In: brooklynmuseum.org. Abgerufen am 29. September 2019.
6. ↑  Brooklyn Museum: Aruru. In: brooklynmuseum.org. Abgerufen am 29. September 2019.
7. ↑  Brooklyn Museum: Ninhursaga. In: brooklynmuseum.org. Abgerufen am 29. September 2019.
8. ↑  Brooklyn Museum: Tefnut. In: brooklynmuseum.org. Abgerufen am 29. September 2019.